# Ємельно (гміна)
Гміна Ємельно (пол. Gmina Jemielno) — сільська гміна у південно-західній Польщі. Належить до Ґуровського повіту Нижньосілезького воєводства.
Станом на 31 грудня 2011 у гміні проживало 3180 осіб.

## Площа
Згідно з даними за 2007 рік площа гміни становила 123.80 км², у тому числі:
- орні землі: 46.00%
- ліси: 41.00%

Таким чином, площа гміни становить 16.77% площі повіту.

## Населення
Станом на 31 грудня 2011:
| Опис     | Загалом | Загалом | Чоловіки | Чоловіки | Жінки | Жінки |
| -------- | ------- | ------- | -------- | -------- | ----- | ----- |
| одиниця  | осіб    | %       | осіб     | %        | осіб  | %     |
| все      | 3180    | 100     | 1589     | 49.97    | 1591  | 50.03 |
| міське   | 0       | 100     | 0        |          | 0     |       |
| сільське | 3180    | 100     | 1589     | 49.97    | 1591  | 50.03 |

## Сусідні гміни
Гміна Ємельно межує з такими гмінами: Ґура, Нехлюв, Рудна, Вонсош, Вінсько.